# Friede Springer

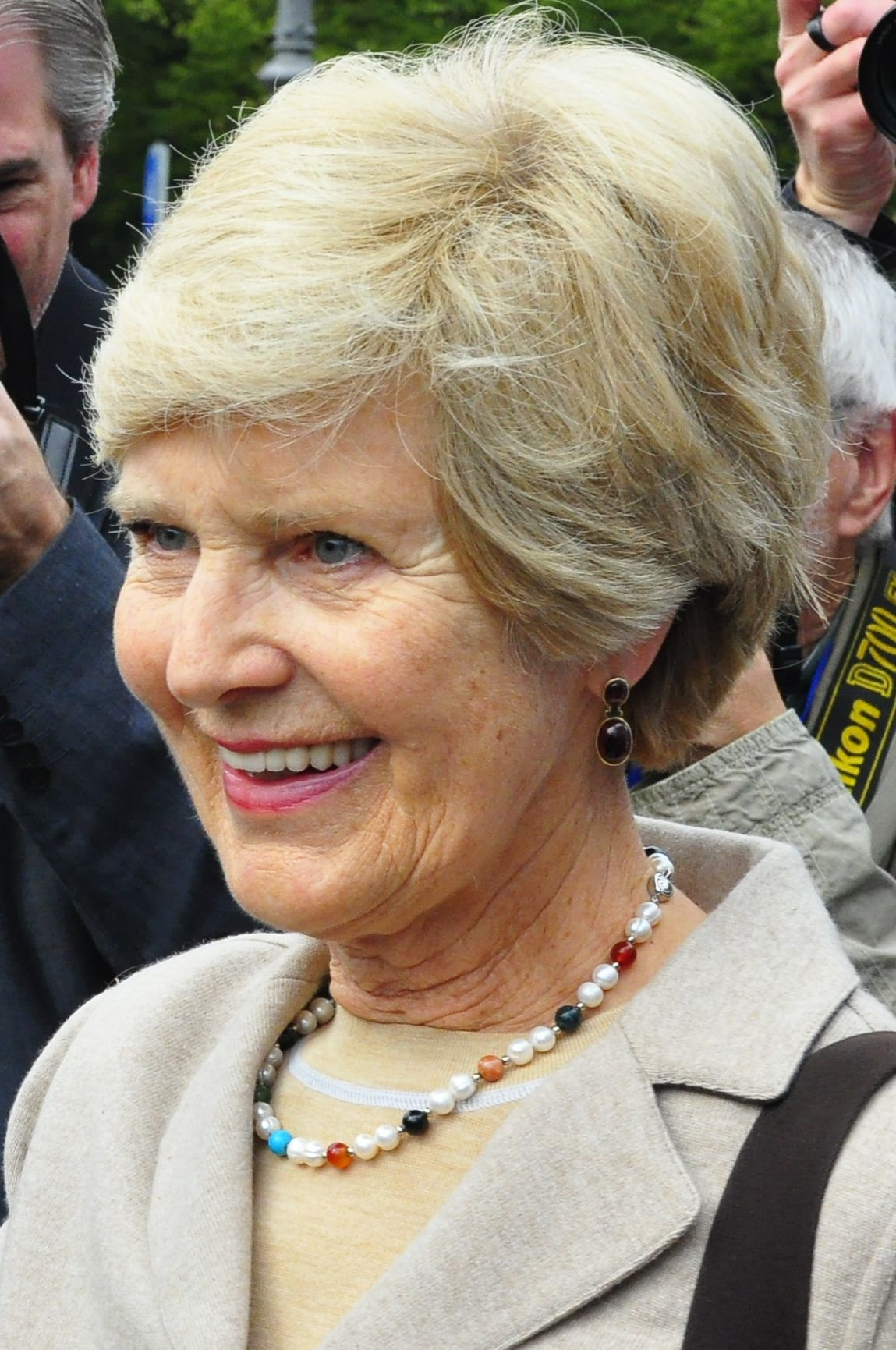
Friede Springer (2014)

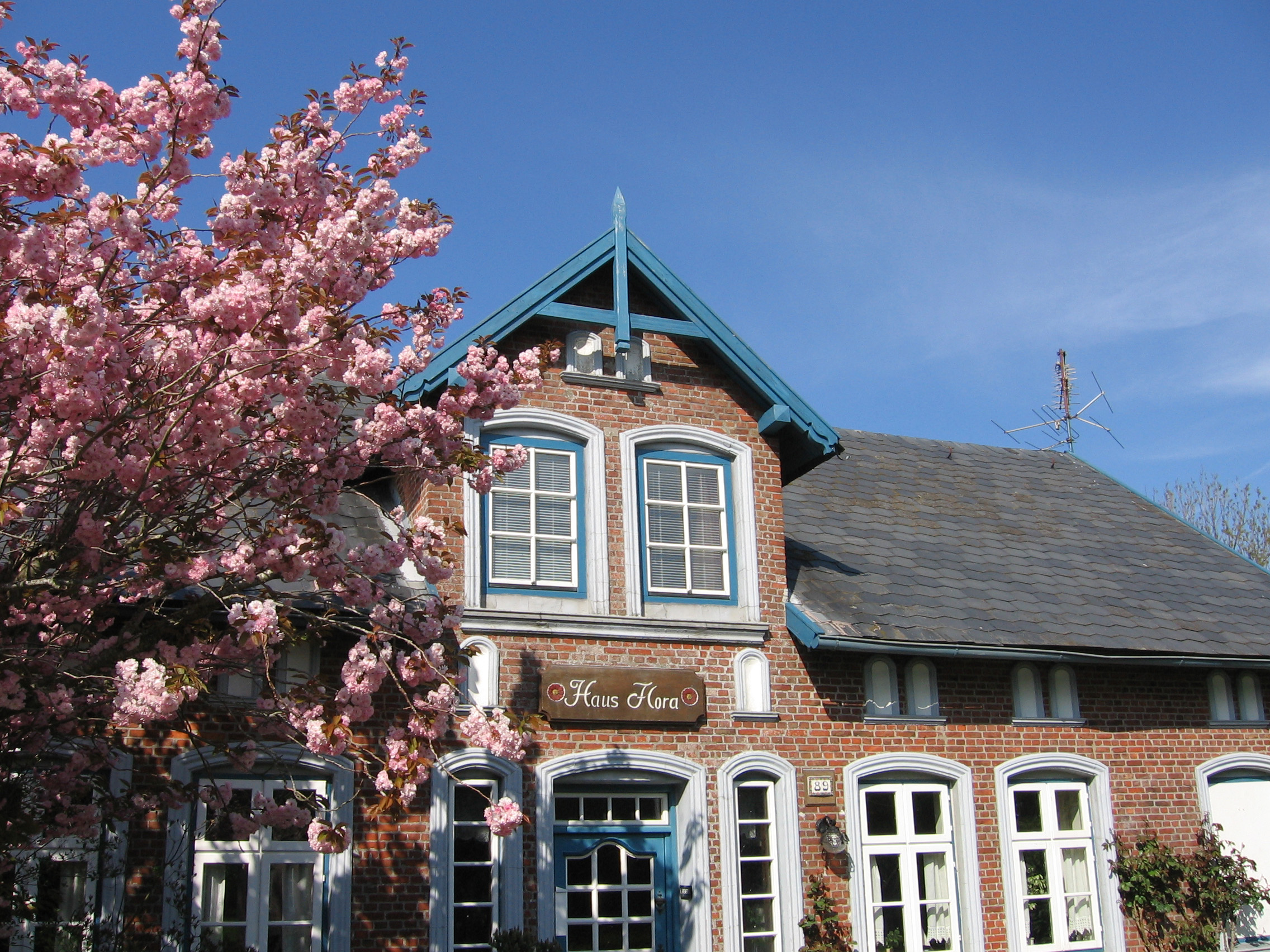
Friede Springers Geburtshaus

Friede Springer geb. Riewerts (* 15. August 1942 in Oldsum auf der Insel Föhr) ist eine deutsche Verlegerin.

## Leben
Friede Springer ist die Tochter eines Gärtnermeisters und einer Hauswirtschaftsleiterin. Nach der Schulzeit machte sie eine Lehre als Hotelkauffrau, die sie abbrach, bevor sie ab 1965 als Kindermädchen im Hause des Verlegers Axel Springer in Hamburg-Blankenese Anstellung fand. 1978 wurde sie Springers fünfte Ehefrau.
In Friede Springers Elternhaus wurde Fering gesprochen, ein Dialekt der nordfriesischen Sprache. Sie gehört der Selbständigen Evangelisch-Lutherischen Kirche an.

## Unternehmerisches Wirken
Nach Springers Tod 1985 erbte sie, wie auch Kinder und Enkel aus Springers früheren Ehen, Anteile des Erblassers an dem Verlagshaus Axel Springer. Dem Verleger gehörten zu diesem Zeitpunkt noch 26,1 Prozent, der Rest lag bei dem bayerischen Filmhändler Leo Kirch, der Familie Burda und diversen Kleinaktionären.
Unter ihrer Leitung kauften die Springer-Erben 1988 die 26 Prozent Anteile der Burda-Brüder für rund 500 Millionen DM zurück. Burda hatte für 24,9 Prozent Anteile fünf Jahre zuvor die Hälfte gezahlt. Nachdem in der Folge Springers Kinder und Enkel aufbegehrten, zahlte sie die Familienmitglieder aus und übernahm so deren Anteile. Im Jahr 2002 setzte Friede Springer Mathias Döpfner als neuen Vorstandsvorsitzenden ein. Er führte den Springer-Konzern aus der Krise und aus der engen Verflechtung mit Leo Kirch.
Friede Springer besaß (Stand 2012) 5 % der Aktien der Axel Springer SE, vor allem jedoch 90 % der Gesellschaftsanteile der Axel Springer-Gesellschaft für Publizistik GmbH & Co., welche wiederum mit 47,3 % an der Axel Springer SE beteiligt ist. Sie fungiert als stellvertretende Aufsichtsratsvorsitzende des nach der Bertelsmann SE & Co. KGaA zweitgrößten deutschen Medienkonzerns. Am 24. September 2020 gab die Axel Springer SE bekannt, dass Springer einen großen Teil ihrer Anteile am Medienkonzern an Unternehmenschef Mathias Döpfner überträgt und ihm darüber hinaus die Stimmrechte an ihrem verbleibenden Aktienpaket übergibt. Springer verkaufte einen Anteil von rund 4,1 Prozent am Konzern an Döpfner und übertrug ihm zusätzlich rund 15 Prozent ihrer Anteile als Schenkung – so kontrollieren sie künftig jeweils rund 22 Prozent.
Friede Springer ist außerdem Vorstandsvorsitzende der gemeinnützigen Axel Springer-Stiftung sowie Stifterin und Vorstand der Friede-Springer-Stiftung und der Friede-Springer-Herz-Stiftung.

## Vermögen
Laut Forbes Magazine besitzt Springer 2021 ein geschätztes Privatvermögen von 3,1 Milliarden US-Dollar.

## Politik
Springer pflegt gute Kontakte zur ehemaligen Bundeskanzlerin Angela Merkel. Sie nahm für die CDU – als Mitglied der 12., 13., 14., 15., 16. und 17. Bundesversammlung – 2004, 2009, 2010, 2012, 2017 und 2022 an der Wahl des Bundespräsidenten teil. Dem siebenköpfigen Kuratorium der Friede Springer-Stiftung gehört auch Joachim Sauer, der Ehemann von Angela Merkel, an. Der verstorbene Bundespräsident a. D., Horst Köhler, war ebenfalls Mitglied.

## Auszeichnungen

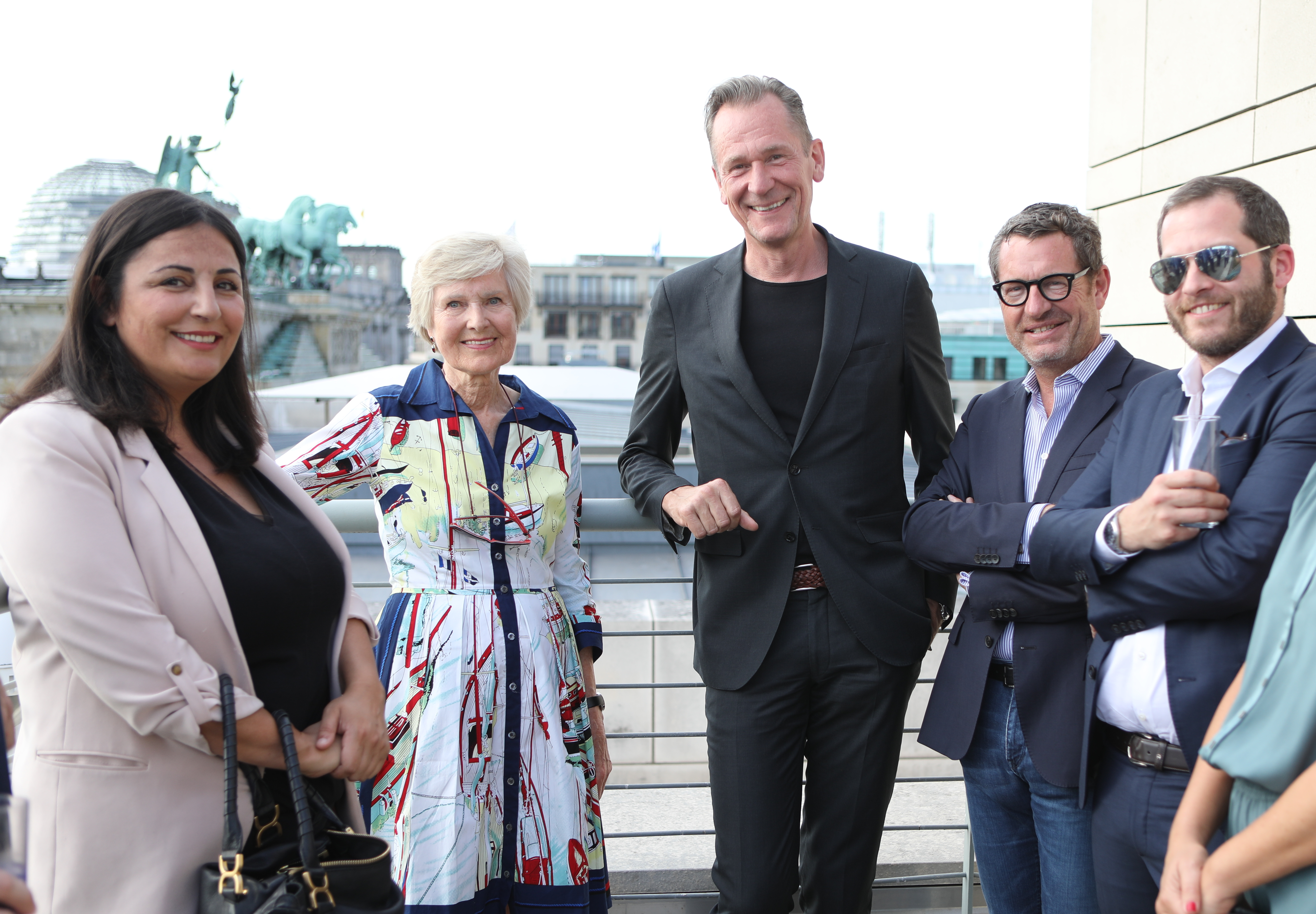
Düzen Tekkal, Friede Springer, Mathias Döpfner, Kai Diekmann und Julian Reichelt auf dem Dach der US-Botschaft in Berlin (2019)

Im Jahr 1988 wurde Friede Springer der Verdienstorden des Landes Berlin verliehen, 1996 das Große Verdienstkreuz und 2004 der Bayerische Verdienstorden. 2008 wurde sie mit dem großen Bundesverdienstkreuz mit Stern geehrt.
Im Jahr 2000 erhielt sie den Leo-Baeck-Preis als höchste Auszeichnung des Zentralrats der Juden in Deutschland. Sie erhielt am 13. Mai 2002 die Ehrendoktorwürde der Ben-Gurion-Universität im Negev in Beʾer Scheva, Israel, im Jahr 2003 den Preis für Verständigung und Toleranz des Jüdischen Museums Berlin. Im Jahr 2012 wurde Springer vom Moses Mendelssohn-Zentrum für europäisch-jüdische Studien mit der Moses Mendelssohn-Medaille geehrt. Am 15. September 2014 nahm sie im Jüdischen Museum Berlin den Theodor-Herzl-Preis des World Jewish Congress stellvertretend für ihren verstorbenen Ehemann, Axel Springer, entgegen.
2009 wurde sie mit dem Preis der Hermann Ehlers Stiftung ausgezeichnet. 2012 erhielt sie die Medaille für Verdienste um das Stiftungswesen vom Bundesverband Deutscher Stiftungen. Ebenfalls für 2012 erhielt sie die Leibniz-Medaille der Berlin-Brandenburgischen Akademie der Wissenschaften zugesprochen, 2015 verlieh ihr die Konrad-Adenauer-Stiftung den Preis Soziale Marktwirtschaft.
Am 9. November 2017 erhielt sie den Preis der Deutschen Gesellschaft e. V. für Verdienste um die deutsche und europäische Verständigung.
Für ihr Engagement für Israel und den arabisch-jüdischen Dialog verlieh ihr Hebräische Universität Jerusalem 2019 die Ehrendoktorwürde.
Am 8. Oktober 2019 wurde Springer für ihr gesellschaftliches und kulturelles Engagement der Verdienstorden des Landes Sachsen-Anhalt überreicht.
Am 10. Oktober 2020 wurde Springer mit dem Freiheitspreis der Friedrich-Naumann-Stiftung ausgezeichnet. Der Begründung der Jury zufolge erhielt sie ihn für ihren lebenslangen Einsatz für die Pressefreiheit sowie für die Förderung von Toleranz und gesellschaftlichem Zusammenhalt in Deutschland.
Springer ist am 26. Februar 2025 wegen ihres unternehmerischen und gesellschaftlichen Engagements mit der Ehrenbürgerwürde der Stadt Berlin ausgezeichnet worden. Ein Autor der taz beklagte aus diesem Anlass, dass Medien wie die Bild-Zeitung, die Teil des Springer-Konzern ist, diskriminierend gegen Minderheiten vorgehen. Zudem wurde kritisiert, dass Springer 2020 bei der Schenkung von Unternehmensanteilen im Wert von rund einer Milliarde Euro an Mathias Döpfner durch eine steuerlich optimierte Gestaltung, die gesetzeskonform war, erhebliche Steuerzahlungen vermieden habe.